# Alfonso Moreno Redondo
Alfonso Moreno Redondo (Segovia, 24 de enero de 1910 - Madrid, 24 de septiembre de 2010) fue un poeta español.

## Biografía
Alumno de Antonio Machado en el Instituto de Segovia. Se licenció en Derecho por la Universidad Central de Madrid. 
En 1932 ingresó por oposición en el Banco de España como “aspirante a escribiente”, siendo destinado a Granada. En esta ciudad se casó con Carmela Huart y conoció al poeta Luis Rosales, con el que le unió siempre una profunda amistad. En 1940 fue destinado a Madrid, donde escribió su primer libro de poemas, con el que en 1943 obtuvo el premio Adonais en su primera convocatoria, premio compartido sin prioridad con Vicente Gaos y José Suárez Carreño. En la década de 1940 colaboró en diversos periódicos y revistas —dirigió el diario Patria y además colaboró tanto en el diario Arriba como en la revista Escorial— y cultivó la amistad de los poetas de su generación (Luis Rosales, Leopoldo Panero, Luis Felipe Vivanco, Dionisio Ridruejo, José Antonio Muñoz Rojas). En 1946 publicó una antología de la poesía española actual, en la que por primera vez en la España de posguerra se recogían ampliamente obras de los poetas que unos años antes habían defendido la República (Rafael Alberti, Manuel Altolaguirre, Luis Cernuda, Federico García Lorca, Jorge Guillén, Miguel Hernández, Pedro Salinas). Desempeñó durante varios años la secretaría de la Comisión de Hacienda del Consejo Privado de Don Juan de Borbón. En 1974  se jubiló  en  el Banco de España, del que había llegado a ser Subdirector General.
La poesía de Alfonso Moreno ofrece una perfecta construcción formal. En  sus libros la densidad del pensamiento se plasma en formas absolutamente clásicas, de gran rigor estrófico.	

## Premios
- Premio Adonais de Poesía, por El vuelo de la carne (1944)

## Obra Poética
- El vuelo de la carne, Madrid,  Ed. Hispánica, 1944.
- Los días y las olas (Prólogo de Francisco García Marquina), Guadalajara, Gatoverde, 2001.
- Las cuatro estaciones (Prólogo de Eugenio de Nora), León, Ediciones del Lobo Sapiens, 2004.
- La novia imposible.

## Otros libros
- Poesía española actual. Selección y prólogo, Madrid, Editora Nacional, 1946.
- La Caja de Pensiones de los empleados del Banco de España (Un bosquejo histórico 1794-1952), Madrid, Imp. Imnasa, 1952.

## Estudios y antologías
- González-Ruano, César, Antología de poetas españoles contemporáneos (Barcelona, Gustavo Gili, 1946), pág. 661.
- Antología de Adonais. Prólogo de Vicente Aleixandre (Madrid, Rialp, 1953), págs. 74-75.
- Torrente Ballester, Gonzalo, Panorama de la Literatura española contemporánea (Madrid, Guadarrama, 1956), pág. 426.
- Antología general de Adonais (1943-68) (Madrid, Rialp, 1969), págs. 34-35
- Premios Adonais de Poesía 1943-1993. Autógrafos inéditos (Madrid, Imp.Fernández Ciudad, 1993), págs. 16-17.
- Pariente, Ángel, Diccionario bibliográfico de la poesía española del siglo XX (Sevilla, Renacimiento, 2003), pág. 214.

- Datos: Q5667021